# Joseph Barbera
Joseph Roland "Joe" Barbera (Nova Iorque, 24 de março de 1911 – Los Angeles, 18 de dezembro de 2006) foi um cartunista dos Estados Unidos, co-fundador (com William Hanna) da Hanna-Barbera.
Joseph Barbera nasceu no Lower East Side, em Manhattan, Nova Iorque, filho dos imigrantes Vincenzo Barbera e Francesca Calvacca, nascidos em Sciacca, Agrigento, Sicília, Itália, e ele cresceu falando italiano. Enquando criança, Barbera era interessado por leitura, em especial, por história medieval. Ele era muito próximo da sua mãe e irmãs, mas tinha um relacionamento difícil com o seu pai, um barbeiro demente que gastava metade do dinheiro em apostas de casino e que aterrorizava a família com ataques de raiva e berros. Posteriormente, o seu pai abandonou a casa e a família e Joseph Barbera foi morar com a sua avó. Joseph Barbera raramente viu o seu pai depois desses acontecimentos. 
Barbera exibiu um talento para o desenho, logo em seu primeiro ano. Graduou-se na Erasmus Hall High School no Brooklyn em 1928. Enquanto na escola, Barbera ganhou vários títulos de boxe.
Barbera teve aulas de desenho no Art Students League of New York e no Pratt Institute. Chegou também a trabalhar num banco. 
Juntamente com William Hanna, criou inúmeros desenhos que se tornaram mundialmente conhecidos como Os Flintstones, Os Jetsons, Zé Colméia, Pepe Legal, Scooby-Doo, Tom e Jerry, dentre outros.
Trabalhou na Hanna-Barbera a empresa a qual fundou ao lado de Hanna, até março de 2001 quando o estúdio foi extinto por completo, depois da morte de de Bill Hanna aos 90 anos em 22 de março de 2001. Barbera passou a trabalhar para a Warner Bros. Animation, estúdio que absorveu a Hanna-Barbera, e trabalhou até sua morte em dezembro de 2006.
Ganhou sete Oscar e oito Emmy Awards.
Morreu aos 95 anos por causas naturais, em sua casa em 18 de dezembro de 2006, encerrando uma carreira de 70 anos em animação.